# Amphilectus munitus
Amphilectus munitus är en svampdjursart som beskrevs av Thomas Whitelegge 1907. Amphilectus munitus ingår i släktet Amphilectus och familjen Esperiopsidae.
Artens utbredningsområde är havet kring Australien. Inga underarter finns listade i Catalogue of Life.